# Tabanus centroafricanus
Tabanus centroafricanus är en tvåvingeart som beskrevs av Travassos Santos Dias 1996. Tabanus centroafricanus ingår i släktet Tabanus och familjen bromsar.
Artens utbredningsområde är Centralafrikanska republiken. Inga underarter finns listade i Catalogue of Life.